# Svjetski veslački kup u Hrvatskoj
Svjetski veslački kup (World Rowing Cup)

## Open

### Muškarci
| Godina | Broj država | Broj posada | Broj posada | Poz.         | Skul                               | Skul                                                         | Skul                                                       | Rimen                                                                    | Rimen                                                             | Rimen | Rimen | Rimen |
| ------ | ----------- | ----------- | ----------- | ------------ | ---------------------------------- | ------------------------------------------------------------ | ---------------------------------------------------------- | ------------------------------------------------------------------------ | ----------------------------------------------------------------- | ----- | ----- | ----- |
| Godina | Broj država | Skul        | Rimen       | Poz.         | 1x                                 | 2x                                                           | 4x                                                         | 2-                                                                       | 4-                                                                | 2+    | 4+    | 8+    |
| 2021.  |             | 40          | 14          | 1.           | Oliver Zeidler                     | Matthieu Androdias, Hugo Boucheron                           | Tonu Endrekson, Allar Raja, Kaspar Taimsoo, Juri-Mikk Udam | Martin Sinković, Valent Sinković                                         | Benoit Brunet, Benoit Demey, Dorian Mortelette, Thibaut Verhoeven | —     | —     | —     |
| 2021.  | 2.          | 40          | 14          | Kjetil Borch | Mateusz Biskup, Miroslaw Zietarski | Fabian Baranski, Wiktor Chabel, Dominik Czaja, Szymon Posnik | Guillaume Turlan, Thibaud Turlan                           | Marcin Brzezinski, Mikolaj Burda, Michal Szpakowski, Mateusz Wilangowski | —                                                                 | —     | —     |       |
| 2021.  | 3.          | 40          | 14          | Damir Martin | Barnabe Delarze, Roman Roeoesli    | Max Appel, Hans Gruhne, Tim Ole Naske, Karl Schulze          | Jaime Canalejo Pazos, Javier Garcia Ordonez                | Anton Lončarić, Patrik Lončarić, Ivan Piton, Marko Ukropina              | —                                                                 | —     | —     |       |

### Žene
| Godina | Broj država | Broj posada | Broj posada | Poz.                  | Skul                                        | Skul                                                                           | Skul                                                                       | Rimen                           | Rimen | Rimen | Rimen | Rimen |
| ------ | ----------- | ----------- | ----------- | --------------------- | ------------------------------------------- | ------------------------------------------------------------------------------ | -------------------------------------------------------------------------- | ------------------------------- | ----- | ----- | ----- | ----- |
| Godina | Broj država | Skul        | Rimen       | Poz.                  | 1x                                          | 2x                                                                             | 4x                                                                         | 2-                              | 4-    | 2+    | 4+    | 8+    |
| 2021.  |             | 14          | 3           | 1.                    | Magdalena Lobnig                            | Donata Karaliene, Milda Valciukaite                                            | Frieda Haemmerling, Franziska Kampmann, Carlotta Nwajide, Daniela Schultze | Ivana Jurković, Josipa Jurković | —     | —     | —     | —     |
| 2021.  | 2.          | 14          | 3           | Kristyna Fleissnerova | Helene Lefebvre, Elodie Ravera-Scaramozzino | Violaine Aernoudts, Margaux Bailleul, Marie Jacquet, Emma Lunatti              | Pavlina Flamikova, Anna Santruckova                                        | —                               | —     | —     | —     |       |
| 2021.  | 3.          | 14          | 3           | Jovana Arsic          | Kitti Horvath, Eszter Kremer                | Lisa Loetscher, Fabienne Schweizer, Eloise Von Der Schulenburg, Pascale Walker | Emma Cornelis, Maya Cornut                                                 | —                               | —     | —     | —     |       |

## Laki

### Muškarci
| Godina | Broj država | Broj posada | Broj posada | Poz.          | Skul                          | Skul                               | Skul | Rimen | Rimen | Rimen | Rimen | Rimen |
| ------ | ----------- | ----------- | ----------- | ------------- | ----------------------------- | ---------------------------------- | ---- | ----- | ----- | ----- | ----- | ----- |
| Godina | Broj država | Skul        | Rimen       | Poz.          | 1x                            | 2x                                 | 4x   | 2-    | 4-    | 2+    | 4+    | 8+    |
| 2021.  |             | 15          | —           | 1.            | Peter Galambos                | Jason Osborne, Jonathan Rommelmann | —    | —     | —     | —     | —     | —     |
| 2021.  | 2.          | 15          | —           | Joachim Agne  | Jan Schaeuble, Andri Struzina | —                                  | —    | —     | —     | —     | —     |       |
| 2021.  | 3.          | 15          | —           | Peter Zelinka | Julian Schoeberl, Paul Sieber | —                                  | —    | —     | —     | —     | —     |       |

### Žene
| Godina | Broj država | Broj posada | Broj posada | Poz.              | Skul                              | Skul                         | Skul | Rimen | Rimen | Rimen | Rimen | Rimen |
| ------ | ----------- | ----------- | ----------- | ----------------- | --------------------------------- | ---------------------------- | ---- | ----- | ----- | ----- | ----- | ----- |
| Godina | Broj država | Skul        | Rimen       | Poz.              | 1x                                | 2x                           | 4x   | 2-    | 4-    | 2+    | 4+    | 8+    |
| 2021.  |             | 11          | —           | 1.                | Sofia Meakin                      | Claire Bove, Laura Tarantola | —    | —     | —     | —     | —     | —     |
| 2021.  | 2.          | 11          | —           | Katrin Thoma      | Alena Furman, Tatsiana Hancharova | —                            | —    | —     | —     | —     | —     |       |
| 2021.  | 3.          | 11          | —           | Lara Tiefenthaler | Elis Ozbay, Merve Uslu            | —                            | —    | —     | —     | —     | —     |       |